# La Llaureda
La Llaureda és una muntanya de 353 metres que es troba entre els municipis d'Avinyonet del Penedès, a la comarca de l'Alt Penedès i d'Olivella, a la comarca del Garraf.